# Tim Harding
Timothy David (Tim) Harding (Londres, 6 de maio de 1948) é um enxadrista e prolífico autor sobre enxadrismo com particular experiência no xadrez por correspondência e escreve para a coluna The Kibitzer no site ChessCafe.com. Em 2002, recebeu o título de Mestre Internacional Sênior de xadrez por correspondência da International Correspondence Chess Federation.

## Publicações

### Livros
- The Write Move (Chess Mail Ltd., 2005)
- 50 Golden Chess Games (Chess Mail Ltd., 2004)
- Red Letters with CC-GM Sergey Grodzensky (Chess Mail Ltd., 2003)
- 64 Great Chess Games (Chess Mail Ltd., 2002)
- Counter Gambits (Dover, 2001)
- Startling Correspondence Chess Miniatures (Chess Mail Ltd., 2000)
- Why You Lose At Chess, 2nd ed. (Dover, 2001)
- Four Gambits To Beat The French (Chess Digest, 1998).
- Play The Evans Gambit, rev. ed. [with Bernard Cafferty] (Cadogan, 1997)
- Winning at Correspondence Chess (Batsford, May 1996).
- Better Chess For Average Players (Dover, 1996; Oxford University Press, 1977)
- Evans Gambit and a System v Two Knights Defense, 2nd ed (Chess Digest, 1996)
- The Fighting Fajarowicz (Chess Digest, 1995)
- The Classical French (Batsford, 1991)
- The Marshall Attack [largely by GM John Nunn] (Batsford, 1989)
- Dynamic White Openings AND Dynamic Black Defenses (Chess Digest 1989)
- The Games of the World Correspondence Championships I-X, rev. ed.(Batsford, 1987)
- Openings for the Club Player [with Leonard Barden] (1987)
- Irregular Openings for the 1990s (Chess Digest, 1986)
- The New Chess Computer Book (Pergamon Press, 1985)
- Ponziani Opening (Chess Digest 1984)
- Philidor's Defense, A Reappraisal (Chess Digest 1984)
- Nimzowitsch Defence (1981)
- Queen's Gambit Declined: Semi-Slav [ed. A.J.Whiteley] (Batsford, 1981)
- French: MacCutcheon and Advance Lines (Batsford, 1979)
- French: Classical Lines [with W.Heidenfeld] (Batsford, 1979)
- Colle, London and Blackmar-Diemer Systems (Batsford, 1979)
- Spanish (Ruy Lopez): Marshall (1977)
- The Italian Game [with G.S.Botterill] (1977)
- The Scotch [mostly by G.S.Botterill] (1977)
- The Leningrad Dutch (1976)
- The Batsford Guide To Chess Openings [with Leonard Barden] (1976)
- Sicilian: …e5 [with P.R.Markland] (1976)
- Vienna Opening (Chess Player, 1976)
- The Sicilian Richter-Rauzer [with P.R.Markland] (1975)
- The Sicilian Sozin [with G.S.Botterill & C.Kottnauer] (1974)
- The Marshall Attack [with R.G.Wade] (1974)
- Counter Gambits (British Chess Magazine, 1974)
- Bishop's Opening (Chess Player, 1973)

### CD-ROMs
- MegaCorr3 CD-ROM (Chess Mail Ltd., 2003)
- The Total Marshall (CD-ROM) (Chess Mail Ltd., 2002)
- MegaCorr2 CD-ROM (Chess Mail Ltd., 2001)
- MegaCorr CD-ROM (Chess Mail Ltd., 1999)
- Correspondence Chess World CD-ROM (Chess Mail, 1998)